# Marcel Dussault
Marcel Dussault (La Châtre, 14 de maio de 1926 - Châteauroux, 19 de setembro de 2014) foi um ciclista francês, que foi profissional entre 1948 e 1959. Durante estes anos conseguiu 21 vitórias.

## Palmarés
- 1948
  - 1º na Paris-Bourges
  - 1º no Grande Prêmio dos Industriais do ciclismo da Plaine de Forez a Boën-sur Lignon
- 1949
  - 1º na Paris-Bourges
  - 1º no Grande Prêmio de l'Equipe (contrarrelógio por equipas)
  - 1º no Circuito das 2 Pontes a Montluçon
  - 1º no Circuito de Boussaquin
  - 1º no Grande Prêmio de Nantes
  - 1º no Prêmio de Gozet
  - Vencedor de uma etapa no Tour de France
  - Vencedor de 2 etapas no Tour do Oeste
- 1950
  - 1º no Grande Prêmio de Aubusson
  - 1º no Grande Prêmio de Libre Poitou
  - Vencedor de uma etapa no Tour de France
- 1951
  - 1º no Circuito Boussaquin
- 1953
  - 1º no Prêmio de Auzances
  - Vencedor de uma etapa no Tour do Sudeste
- 1954
  - 1º no Prêmio Camille Danguillaume a Montlhéry
  - Vencedor de uma etapa no Tour de France
- 1955
  - 1º no do Critèrium de Rabastens
- 1958
  - Vencedor de uma etapa no Tour do Oise

### Resultados no Tour de France
- 1949. Abandona (a etapa). Vencedor de uma etapa e portador do maillot amarelo durante 1 etapa
- 1950. 31º da classificação geral e vencedor de uma etapa
- 1952. Abandona (a etapa)
- 1954. 62º da classificação geral e vencedor de uma etapa